# Ulica Nadbrzeżna (film)
Ulica Nadbrzeżna – amerykańska tragikomedia na podstawie książek Ulica Nadbrzeżna i Cudowny czwartek Johna Steinbecka.

## Główne role
- Nick Nolte – Doc
- Debra Winger – Suzy DeSoto
- Audra Lindley – Fauna
- Frank McRae – Hazel
- M. Emmet Walsh – Mack
- Tom Mahoney – Hughie
- John Malloy – Jones